# Balankanche
Balankanche (Balamka'anche in maya yucateco) è un sito archeologico messicano.
Situato a circa 4 km da Chichén Itzá, si trova nello stato messicano dello Yucatán. Il 15 settembre del 1959 José Humberto Gómez, una guida turistica locale, individua un falso muro in una grotta. Dietro il muro scopre una rete di cunicoli con numerosi reperti archeologici conservati, compresi vasi ceramici, oggetti in pietra e gioielli. L'Instituto Nacional de Antropología e Historia ha studiato il sito e lo ha trasformato in un museo sotterraneo, con gli oggetti ricollocati in situ.